# Kʼinich Kʼukʼ Bahlam II
Kʼinich Kʼukʼ Bahlam II, còn được gọi là Bahlum Kʼukʼ II và Mahkʼina Kuk (?—783) là một nhà vua Maya của thành phố Palenque. Ông được lên ngôi vào ngày 8 tháng 3 năm 764 cho đến năm 783. Ông là con trai của Kʼinich Kʼukʼ Bahlam II và phu nhân Men Nik.